# 最初
| ウィキペディアには「最初」という見出しの百科事典記事はありません（タイトルに「最初」を含むページの一覧/「最初」で始まるページの一覧）。 代わりにウィクショナリーのページ「最初」が役に立つかもしれません。 |